# ألكسندرا أندريسن
ألكسندرا غاملمشوغ أندريسن (بالنرويجية: Alexandra Gamlemshaug Andresen‏) هي سيدة أعمال ومليارديرة وفارسة نرويجية ولدت في يوم 23 يوليو 1996 في مدينة أوسلو عاصمة النرويج، تعتبر ألكسندرا أصغر مليارديرة بالعالم وتبلغ ثروتها حوالي 1.2 مليار دولار أمريكي في سنة 2016. وقد ورثت ألكسندرا ثروتها مع شقيقتها كاثرينا أندرسن من والدها الملياردير النرويجي يوهان أندريسن صاحب شركة فريد القابضة المشهورة بصنع التبغ في سنة 2007 بعد أن ترك 42.2% من حسابه لإبنتيه.